# Несвижки замък
Несвижкият замък (на беларуски: Нясвіжскі замак; на полски: Zamek w Nieświeżu; на руски: Несвижский замок) е резиденцията на фамилия Радзивил в Несвиж, Беларус. Намира се на височина 183 м. От 1921 г.до 1939 г. е част от Полската държава и е бил считан за един от най-красивите полски замъци в региона. През 2005 г. е признат от Юнеско за част от световното културно наследство.

## История
Строителството на замъка е започнато от княз Николай Радзивил „Сирачето“ през 1582 г. В началото (до 1599 г.) в строителството участва италианският архитект Джовани Мария Бернардони. През XVI—XX векове е резиденция на князете Радзевилови. Освен замъкът има изградени укрепления и голям парк.
Несвижкият замък се явява родоначалник на новия вид бастионни укрепления в Беларус от така наречената нова италианска система и при построяването си се счита за един от най-съвършените строежи от този тип. Той има важно военно значение в продължение на няколко века.
- Несвижкият замък
- Вътрешният двор
- Вътрешният двор
- Картуш на фронтона с герб
- Балната зала
- Каминната зала
- Плоча с надпис датата на започване на строителството на замъка
- Парка на замъка
- Изглед към замъка, 1927 г.